# Privacy International
Privacy International (PI) - зареєстрована благодійна організація Великої Британії, яка захищає та сприяє забезпеченню права на конфіденційність у всьому світі. Утворена в 1990 році, зареєстрована як неприбуткова компанія у 2002 році, і як благодійна організація в 2012 році, PI знаходиться у Лондоні, Велика Британія. Його нинішній виконавчий директор, починаючи з 2012 року- доктор Гус Хосін.

## Формування, передумови та завдання
Протягом 1990 року, у відповідь на посилення обізнаності про глобалізацію спостереження, понад 100 приватних експертів та правозахисних організацій з сорока країн прийняли заходи для формування міжнародної організації захисту приватності. 
Члени нового органу, включаючи фахівців у галузі комп'ютерної техніки, науковців, юристів, журналістів та активістів, виявляли спільну зацікавленість у просуванні міжнародного розуміння важливості захисту конфіденційності та даних . Впродовж цього року в Північній Америці, Європі, Азії та південній частині Тихого океану відбулися збори групи, що одержала назву Privacy International (ПІ), а члени погодились працювати над створенням нових форм захисту прав приватних осіб на міжнародній арені. Ця ініціатива була скликана та особисто фінансується британським приватним активістом Саймоном Девісом, який працював директором організації до червня 2012 року. 
В той час захист приватного життя в рамках недержавного сектора був фрагментований та регіональний, тоді як на регулюючому рівні не було жодного зв'язку між посадовими особами та приватними особами за межами Європейського Союзу.Інформованість про проблеми конфіденційності на міжнародному рівні була сформована в першу чергу через академічні публікації та міжнародні новини, але агітація на конфіденційність на міжнародному рівні до того часу була неможливою .
Хоча впродовж декількох років існувала щорічна міжнародна зустріч регуляторів приватності, формування конфіденційності в Інтернеті стало першою успішною спробою встановити глобальний акцент на в цій області прав людини. PI розвивалася як незалежна мережа недержавних організацій, головна роль якої - адвокація та підтримка, але протягом першого десятиріччя вона не змогла стати великим міжнародним гравцем. Більшість її ранніх кампаній були зосереджені на Південно-Східній Азії. 
З 2011 року Privacy International почали формалізувати та консолідувати свої операції. Зараз це британська благодійна організація (номер 1147471) , де працюють двадцять штатних співробітників  та офіс у Центрі Лондону. У рамках реструктуризації неформальна консультативна рада була замінена у 2012 році 9 членами піклувальної ради , включаючи журналіста-слідчого Хейзер Брук та технолога Джеррі Фішден. Реструктуризація також встановила три основні напрямки програми: боротьба з наглядом, складна експлуатація даних та створення глобального руху приватності. 
Статут International Privacy заявляє, що благодійна мета полягає у забезпеченні права людини на конфіденційність у всьому світі, як це передбачено Загальною декларацією прав людини та подальшими конвенціями та деклараціями Організації Об'єднаних Націй; зокрема:
- Підвищити обізнаність, проводити дослідження та надавати навчальні матеріали про загрози особистої конфіденційності;
- Контроль та доповідь про методи спостереження, застосовувані проти окремих осіб та груп;
- Працювати на національному та міжнародному рівнях для забезпечення сильної та ефективної захисту приватного життя;
- Стежити за характером, ефективністю та обсягом заходів захисту приватності та шукати шляхи використання інформаційних технологій для захисту особистої інформації;
- Шукати шляхи, за допомогою яких інформаційні технології можуть бути використані для захисту приватності.

Privacy International фінансується та підтримується різними фондами, академічними установами та неурядовими організаціями, включаючи Фонд Adessium, Фонд Відкритого Суспільства, Центр міжнародних досліджень, Європейський Парламент, Європейську Комісію,Joseph Rowntree Reform Trust, Фонд Esmée Fairbairn, Університет Торонто, Канада, Центр вивчення глобальної безпеки в Школі глобальних питань у Мунку, Американський Союз громадянських свобод, Електронний центр конфіденційності, Фонд конституційного уряду, Фонд Стерна, Фонд конфіденційності , Німецький Фонд Маршалла, Університет Нового Південного Уельсу, Постійне представництво Німеччини в ООН, Фонд дубів, Фонд відновлюваної свободи, мережа Омідіара, Благодійний фонд Роулі, Шведська агенція з міжнародного розвитку та Фонд «Вулиця». PI також отримує невелику суму фінансів через внески/

## Кампанії, мережа та дослідження
Протягом 90-х років Privacy International виступав у Північній Америці, Європі та Південно-Східній Азії, де співпрацював з місцевими правозахисними організаціями для підвищення обізнаності про розвиток національних систем нагляду. З 2001 по 2010 рр. Організація більшою мірою переорієнтувалася на питання, що стосуються ЄС та Сполучених Штатів. З 2011 року подальша діяльність розширилася, включивши більш агресивну програму юридичних дій та міжнародної адвокації, зокрема на півдні. 
Починаючи з кінця 1990-х років кампанії організації, діяльність у ЗМІ та проекти зосереджувались на широкому спектрі питань, включаючи конфіденційність інтернету, міжнародне співробітництво уряду, передача записів пасажирів, закон про захист даних, антитерористичні розробки, свобода інформації, цензура в Інтернеті, система ідентичності, корпоративне управління, призначення регуляторів конфіденційності, транскордонні потоки даних, збереження даних, судовий процес, процедури державної консультації, інформаційна безпека, національна безпека, кіберзлочинність та аспекти близько ста технологій та технологічних застосувань, починаючи від відеоспостереження до Профілювання ДНК.
ІР-мережа також використовувала право реформи та правозахисні організації в більш ніж сорока країнах, щоб проводити кампанію з питань місцевої конфіденційності. Наприклад, у Таїланді та на Філіппінах Privacy International співпрацював з місцевими правозахисними органами для розробки національних кампаній проти встановлення державних посвідчень особи. У Канаді, Новій Зеландії, Сполучених Штатах, Угорщині, Австралії та Сполученому Королівстві вона пропагувала проблеми конфіденційності через національні засоби масової інформації та публічні кампанії. У Центральній та Східній Європі П.І. активно просуває державну підзвітність через законодавство про свободу інформації.
П.І. здійснює моніторинг діяльності міжнародних організацій, включаючи Європейський Союз, Раду Європи та установи Організації Об'єднаних Націй. Він провів численні дослідження та звіти, а також надавав коментарі та аналіз сучасних політичних та технологічних питань.
Добродійність відносно невелика, вона складається з двадцяти штатних співробітників та кількох волонтерів та стажерів. Тим не менш, основна команда підтримується у своїй роботі проекту спільною мережею близько сотні організацій у сферах громадянських свобод, наукових досліджень, оцінки технологій та прав людини. До них належать Союз американських громадянських свобод, Фонд конфіденційності Австралії, Інформаційний центр електронної конфіденційності (США), Statewatch (Велика Британія), Фонд електронних кордонів (США), Європейські цифрові права, Consumers International, Фонд Інформаційна політична експертиза (Велика Британія), Liberty (Велика Британія), Спілка громадянських свобод в Угорщині, Молодіжна правозахисна мережа, Міжнародна Амністія, Приватність Україна, Квінтессенц (Австрія), Human Rights Watch, Біти свободи (Нідерланди), freedominfo.org, Індекс цензури, Асоціація прогресивних комунікацій, Глобальна кампанія "Свобода Інтернету", Хартія88 (Велика Британія), Філіппінський Альянс адвокатів з прав людини та Союз громадянських свобод Сходу.
П.І. також має партнерів у країнах, що розвиваються: в Африці, Азії та Латинській Америці, під егідою програми "Глобальний Південь". Партнери:
- Asociación por los Derechos Civiles (ADC), Аргентина
- Права кодування, Бразилія
- Derechos Digitales, Чилі
- Центр права, юстиції та суспільства (Dejusticia), Колумбія
- Fundación Karisma, Колумбія
- Центр Інтернету та суспільства (Індія) (СНД), Індія
- Інститут політичних досліджень та адвокатури (ELSAM), Індонезія
- Національна коаліція захисників прав людини в Кенії (NCHRD-K), Кенія
- Фонд цифрових прав (DRF), Пакистан
- BytesForAll (B4A), Пакистан
- Фонд медиа альтернатив (FMA), Філіппіни
- Небажаний Свідок, Уганда
- Конфіденційність LatAm, Бразилія
- Кампанія Right2Know (R2K), Південна Африка
- Проект "Медіа-політика та демократія", Південна Африка
- TEDIC, Парагвай
- Обмін соціальними медіа (SMEX), Ліван
- Червоний захист від світлодіодів (R3D), Мексика

## Юридичні дії
Закон про конфіденційність міжнародних прав проти урядів та компаній включає такі випадки:
1.У справі про пошук Apple iPhone, вилученого під час виконання ордерів на пошуки на чорному Lexus IS300, ліцензійну картку Каліфорнії 35KGD203 ("Apple проти ФБР") 
2.10 правозахисних організацій проти Сполученого Королівства 
3.UK Government Hacking Challenge
4.Виклик групових персональних даних 
5.Кримінальна скарга Національному відділу кіберзлочинності від імені активістів Бахрейну
6.Privacy International проти Сполученого Королівства 
7.Скарга ОЕСР на BT, Verizon Enterprise, Vodafone Cable, Viaet, Level 3 та Interoute 
8.Конфіденційність International v. Державний секретар Управління закордонних справ та Співдружності та ін. 
9.Конфіденційність International v. Комісар з питань податкової та митної справи HM 
10.Скарга ОЕСР: Trovicor експортує технологію спостереження в Бахрейн

## Розслідування
Privacy  International провела розслідування щодо Таїланду, Сирії, Єгипту, Уганди, Колумбії, Пакистану та Центральної Азії. 

## Дослідницькі проекти
PI опублікував близько сорока основних дослідницьких звітів. До них належать дослідження стосовно цензури в Інтернеті , збереження даних зв'язку, антитерористична політика в ЄС та США, процеси аудиту SWIFT , стеження за перевезеннями, положення про таємницю та захист джерел  конфіденційність в Інтернеті , відмивання політики, свобода слова та конфіденційність , програма US-VISIT , посвідчення особи та боротьба з тероризмом, шифрування. індустрія глобального нагляду, Британські слідчі повноваження, гендерні питання та право на приватність  та медична приватність.
П.І. закликав уряд Швейцарії відкликати експортні ліцензії на технологію моніторингу 
У 2013 році Privacy International оприлюднила зв'язки між кількома швейцарськими компаніями експорту татехнологій нагляду до авторитарних режимів, включаючи Туркменістан та Оман, і закликала уряд Швейцарії скасувати відповідні експортні ліцензії . Пізніше швейцарський уряд скасував всі ліцензії на експорт для технології інтернет-моніторингу, а також кілька технологій моніторингу мобільних телефонів, які очікували схвалення.

## Європейський закон про захист даних
З 2012 до 2015 Private International лобіювалися за більш широкі закони про захист даних в Європі під час формування Загального регламенту про захист даних (GDPR). Підкреслюючи певні положення, включаючи розширення прав людини на особисті дані, Private International заявляє, що потенційні петлі та нечіткі мови змушують GDPR повністю захистити від унікальних загроз для захисту даних в 21 столітті.
Міжнародні принципи застосування прав людини до спостереження за комунікаціями 
У 2013 році Privacy International разом з Access Now та Фондом Electronic Frontier започаткували "Міжнародні принципи застосування прав людини до нагляду за зв'язками". Ці принципи можуть бути надані групам громадянського суспільства, промисловій державі, державам та іншим структурам для оцінки того, чи існуючі або пропоновані закони та практика нагляду узгоджуються з міжнародним правом людини .

## Big Brother Incorporated
У 1995 році П.І. опублікував доповідь про міжнародну торгівлю технологіями нагляду "Big Brother Incorporated" і зосереджує увагу на продажах технологій компаній у західних країнах до репресивних режимів, які мають намір використовувати їх як інструменти політичного контролю. Однак уряди та регулятори не втручались та регулювали галузь спостереження, вартість чого зараз оцінюється приблизно в 5 мільярдів доларів на рік. Експорт технологій спостереження до закордонних режимів залишається повністю на розсуд експортера. 
Тому П.І. розпочав чергове розслідування у червні 2011 року. Проект, який також називається Big Brother Incorporated, використовує суміш досліджень, розслідувань, громадської агітації, політичної участі та стратегічних судових процесів з метою виявлення зловживань індустрією спостереження та кампанії з належного державного регулювання, зокрема режимами експортного контролю.
У грудні 2011 року Privacy International випустив документи, зібрані з ряду виставок та конференцій на виїзді (найбільш помітна Світова конференція МКС у Вашингтоні, округ Колумбія) у співпраці з WikiLeaks, BuggedPlanet, Бюро розслідувальної журналістики, The Washington Post, l'espresso, Індус, АРД і ОВНІ (fr). До шпигунських файлів були включені брошури, каталоги, технічні специфікації, контракти та прейскуранти для товарів близько 160 компаній.
Протягом 2012 року зростала міжнародна обізнаність про проблеми, пов'язані зі зростанням сектора нагляду та збільшенням темпів регулювання експорту технологій нагляду. У березні 2012 року ЄС заборонив експорт обладнання для моніторингу до влади Ірану .У наступному місяці резолюція Європейського парламенту, яка вимагає більш жорсткого нагляду за компаніями, що продають обладнання таким країнам, як Сирія або Китай, була прийнята переважною більшістю голосів: 580 голосів, 28 - проти і 74 утрималися. У липні 2012 року французький міністр цифрової економіки Флер Пеллерін заявив про свою незгоду з експортом технологій спостереження до репресивних режимів під час радіошоу, що проводиться Le Monde та громадським телеканалом France Culture . У вересні 2012 року коментарі німецького міністра закордонних справ на Інтернет-конференції з прав людини в Берліні були інтерпретовані німецькими ЗМІ як чітке твердження про намір посилити контроль над експортом технологій нагляду ЄС на національному та європейському рівнях. 

## Справа SWIFT
У червні 2006 року The New York Times та The Los Angeles Times опублікували подробиці приватної угоди між Товариством міжбанківського фінансового електрозв'язку (SWIFT) та Урядом Сполучених Штатів, що передбачало масове розкриття інформації США фінансових даних клієнта. SWIFT - це кооператив, в якому беруть участь близько 8000 фінансових установ. Він керує процесом безпечного обміну повідомленнями в центрі більшості фінансових переказів по всьому світу, що становить близько 2000 тисяч трильйонів на рік. На наступному тижні PI подало одночасні скарги з регуляторами захисту даних та конфіденційності в 38 країнах щодо таємного розкриття інформації про записи. У скаргах стверджувалося, що передача порушувала закон ЄС. Скарги ПІ викликали низку регуляторних та юридичних дій, які в кінцевому підсумку змусили SWIFT переглянути свою практику. Організація вже погодилася перемістити свої операції з даними в Швейцарію, де влада США не має юрисдикції. 

## Нагороди Big Brother
У 1998 році Privacy International ухвалила рішення про початок міжнародного гунгу під назвою Big Brother Awards, що надається найвпливовішим і постійним загарбникам, а також людям і організаціям, які відрізняються відмінностями в захисті конфіденційності. На сьогоднішній день в рамках 17-ти країн, включаючи Японію, Болгарію, Україну, Австралію, проводяться 75 церемоній нагородження. Франція, Німеччина, Австрія, Швейцарія, Нідерланди, Нова Зеландія, Данія, Сполучені Штати, Іспанія, Фінляндія та Сполучене Королівство. 

## Змагання з дурною безпекою
У січні 2003 р. ПІ започаткував міжнародний конкурс, щоб відкрити для себе "найбільш безглузді, нав'язливі та самовіддані ініціативи безпеки ". Нагорода "Безглуздна безпека" підкреслювала безглузді та ілюзорні заходи, які спричиняють непотрібний стрес, неприємність та непередбачувану небезпеку для громадськості. В результаті конкурсу було випущено понад п'ять тисяч номінацій з усього світу. Переможці були оголошені на конференції "Комп'ютери, свобода та конфіденційність" у Нью-Йорку 3 квітня цього року. 

## Вулична гра на Google
У березні 2009 року після додавання 25 міст Великої Британії до служби Google Street View корпорація Privacy International направила офіційну скаргу про послугу Бюро комісії з інформації Великої Британії (ICO). У скарзі було наведено понад 200 звітів від громадськості, які були ідентифіковані на зображеннях, розміщених службою. Міжнародний директор конфіденційності Саймон Дейвіс заявив, що організація подала скаргу через "явне збентеження та пошкодження" Street View викликане багатьма британцями. Він сказав, що "Street View" не відповідає гарантіям, наданим ICO, які дозволили його запустити у Великій Британії, і попросив відключити систему під час розслідування. ICO дав дозвіл на запуск сервісу в липні 2008, частково заснований на гарантії компанії Google про те, що автомобілі й їх ліцензійні номери будуть розмиті, щоб захистити конфіденційність. У своїй скарзі П.І. заявив, що твердження компанії Google про те, що його система розмивання обличчя призведе до деяких промахів, була "грубою недооцінкою", а це означало, що дані, що використовуються в Перегляді вулиць, підпадають під дію закону про захист даних Великої Британії 1998 року, згідно з яким предмети дають дозвіл на використання інформації щодо них . Проте ICO відхилив скаргу PI, зазначивши, що видалення послуги буде "непропорційним відносно невеликому ризику запобігання конфіденційності", і що "Google Street View не суперечить Закону про захист даних і, у будь-якому випадку, “це не в громадський інтерес повернути цифровий годинник назад ".

## Справа NSA-GCHQ tribunal
У лютому 2015 р. PI та інші позивачі отримали рішення від Трибуналу з Великої Британії про те, що масовий нагляд, проведений GCHQ, з даними НАСА був незаконним до грудня 2014 р., що суперечило Європейській конвенції з прав людини та не потребувало необхідної правової бази , після чого ПІ започаткувала кампанію, яка дозволила будь-якому іншому у світі з'ясувати (врешті-решт), чи отримав б GCHQ нелегально їхні дані від НБА. 

## ПІ та публічні суперечки
Некондиційний, а часом агресивний підхід до захисту приватності в Інтернеті іноді призводив до полеміки та допиту його мотивів. Найбільш помітна Олійна полеміка навколо цієї організації виникла в 2005 році, коли прем'єр-міністр Великої Британії Тоні Блер та міністр внутрішніх справ Чарльз Кларк публічно звинуватив директора та засновника ПІ Сімона Девіса у причетності до академічної співпраці з Лондонською школою економіки (LSE), щоб підірвати плани уряду щодо національна посвідчення особи. Директор LSE Сер-Говард Дейвіс сильно спростував це звинувачення.  Намір уряду, мабуть, викликав сумніви щодо точності доповіді в кількох областях та, зокрема, способу, якою було розраховано прогнозовані кошториси витрат (на основі даних, розроблених незалежною компанією, що займається аналізом інформаційних технологій, Kable), і те, що він назвав "вибіркове введення в оману та використання доказів щодо біометрії та неможливість включення будь-яких природничих науковців до інформування доповіді, незважаючи на значні претензії щодо біометрії та точність біометричних технологій". Замість того, щоб вирішувати проблеми, порушені в доповіді, деякі політики уряду та їх біометричні експерти замість цього вирішили критикувати точність доповіді, поставивши під сумнів, чи залучення провідних учасників ПІ та відомих опонентів ідентифікаційних карток означало, що це можна вважати неупередженим. Епізод відрізняється характером його відкрито політичної атаки на академічну доповідь провідного університету Великої Британії та його персоналізацію критики Саймона Девіса. Навіть депутати, які підтримали посвідчення особи, визнали, що уряд в'їхав на нову територію, підриваючи незалежну академічну роботу з питань, що становлять законний інтерес сучасності. Симон Девіс стверджував, що претензії на упередженість уряду сильно заперечувались, і в результаті викликали гострі суперечки між урядами та опозиційними партіями як в палаті громад , так і в палаті лордів. Охоплення дало Девісу порівняння аргументу з колишнім урядовим науковим керівником Девідом Келлі, який взяв його життя після нібито подібної кампанії. У своїй автобіографії у 2006 році ще один колишній міністр внутрішніх справ Девід Бланкетт писав: "Мені дуже шкода що Лондонська школа економіки дозволила йому (Девісу) навіть натякати на те, що він має якийсь зв'язок з ними ». Девіс викладає лекції з LSE з 1997 року і продовжує робити це як в якості відвідувача та як співголова Мережі залучення політики LSE. У червні 2007 р. П.І. випустив оцінку практики приватності окремих онлайнових послуг . Саймон Девіс звернув критику за його очевидний ентузіазм щодо аспектів роботи моделі Форма, зазначивши, що "PI НЕ підтримує Форма, хоча ми аплодуємо низці подій у йогопроцесі" . ПІ як група не опублікувала жодного аналізу або коментаря щодо продуктів Phorm. У березні 2009 року, після критики PI щодо служби Google Street View, Девіс відправив відкритого листа до компанії Google, відповідальному за керівництво Google, Еріку Шмідту, звинувачуючи компанію перед журналістами в брифінгу, стверджуючи, що Девіс був упереджений на користь Microsoft. Google вказав на зв'язки між Microsoft та консультуванням із захисту даних 80/20 Thinking, керованим Девісом, і сказав, що зв'язки Девіса з Microsoft повинні бути ясно публічними, оскільки довіру до його критичних зауважень підірвав той факт, що він виступив консультантом компаніям, які є прямими суперниками та критиками Google. 80/20 Думи припинили свою діяльність у 2009 році.
З 1997 року Privacy International, спільно з Електронним інформаційним центром конфіденційності (EPIC), проводить щорічні опитування , щоб оцінити, наскільки конфіденційність націй у населення від корпоративного та державного нагляду. Останній глобальний звіт був у 2007 році. В даний час ПІ публікує звіти про стан приватності з партнерами, досліджуючи правову та політичну ситуацію в кожній країні, що щорічно оновлюється. Він також регулярно передає звіти країн до Універсального періодичного огляду та Ради з прав людини .
У січні 2011 року Privacy International у співпраці з EPIC та Центром досліджень медіа та комунікацій (CMCS) опублікував звіт Європейської конфедерації конфіденційності та прав людини за 2010 рік, яка фінансується Спеціальною програмою Європейської Комісії "Основні права та громадянство", 2007-2013. Це було дослідження європейського ландшафту національних законів і правил захисту приватного життя та захисту даних, а також інших законів, юриспруденції та недавніх фактичних подій, що впливають на приватне життя. Дослідження складалося з 33 цільових звітів, огляд яких містить порівняльний юридичний та політичний аналіз основних тем конфіденційності та рейтингування приватності для всіх опитаних країн.